# الکساندر ایوتوشنکو
الکساندر ایوتوشنکو (روسی: Александр Александрович Евтушенко؛ زادهٔ ۳۰ ژوئن ۱۹۹۳) دوچرخه‌سوار اهل روسیه است.
از باشگاه‌هایی که در آن بازی کرده‌است می‌توان به گازپروم-روس‌ولو، و گازپروم-روس‌ولو، اشاره کرد.
وی در مسابقات کشوری و بین‌المللی در مجموع برندهٔ ۲ مدال برنز شده‌است.